# Lutomyia aldrichi
Lutomyia aldrichi är en tvåvingeart som beskrevs av Curtis W. Sabrosky 1949. Lutomyia aldrichi ingår i släktet Lutomyia och familjen myllflugor.
Artens utbredningsområde är Washington. Inga underarter finns listade i Catalogue of Life.